# Paul Perrin (homme politique)
Pour les articles homonymes, voir Paul Perrin (homonymie) et Perrin.
Paul Jules Perrin, né le 9 novembre 1891 à Paris où il est mort le 31 juillet 1950, est un homme politique français, député de la Seine de 1932 à 1936.

## Biographie
Né dans le quartier populaire de la Bastille (11e arrondissement), il est le fils d’un facteur de piano et d’une employée. Il parvient à suivre des études secondaires et devient bachelier. À la Sorbonne, il suit des cours de sciences, puis il entre à l’École supérieure de physique et de chimie industrielles de la ville de Paris, où il a notamment pour professeur Paul Langevin. Sorti premier de sa promotion, il obtient le titre d’ingénieur en chimie et une licence ès sciences.
En 1911, il entre comme ingénieur dans les mines de charbon aux Houillères de France, où il est chargé des questions de sécurité. Après la catastrophe de La Clarence (Pas-de-Calais) du 3 septembre 1912, qui fait 79 morts, il participe aux travaux de sauvetage des mineurs, ce qui lui vaut d'être cité à l’ordre de la Nation.
Mobilisé en 1914 dans l'artillerie, au grade de maréchal des logis, il effectue en 1917 un stage d’observateur dans l’aviation, qui déclenche chez lui un intérêt durable pour le sujet. Blessé quatre fois au combat, il est titulaire de trois citations et chevalier de la Légion d’honneur, et est capitaine à la fin de la guerre. En 1934, il est l'un des fondateurs de la Fédération des officiers de réserve républicains (FORR), créée à la suite des émeutes du 6 février, fédération qu'il préside. Démobilisé, il entre dans une usine fabriquant des téléphones.
En 1928, il publie Représentation professionnelle et socialisme, ouvrage où il préconise une représentation économique du pays à côté de la représentation politique. Il est également l'auteur en 1930 de La Mecque Rouge, récit d'un voyage en URSS ; il s'y montre objectif mais hostile au système soviétique. Se considérant comme un enfant de Montmartre, il entre dans la 18e section socialiste de la Seine, où il défend les chômeurs indépendants des professions intellectuelles et artisanales. Il est candidat en 1932 aux élections législatives dans la 2e circonscription du 18e arrondissement de Paris (quartier de Clignancourt) ; il est élu au second tour contre le député de droite sortant, Auguste Sabatier. Il siège à la commission de l’aéronautique de l'Assemblée nationale, où il rédige un rapport sur le projet de loi fixant le statut organique de l’armée de l'air, et s'occupe des questions de sécurité des transports aériens.
Il ne termine pas la législature au sein du groupe socialiste, car il suit en novembre 1933 les dissidents (Renaudel, Déat, Marquet) de la scission néo-socialiste. Il passe alors au PSF. Il y continue son action législative, et rédige notamment un des rapports de la commission d’enquête parlementaire « chargée de rechercher les causes et les origines des événements du 6 février 1934 ainsi que toutes les responsabilités encourues ». Aux élections de 1936, il devance largement le candidat SFIO Duquenet, mais est distancé par le communiste Armand Pillot ; il se retire et Pillot est élu.
Il participe (vice-présidence, puis présidence) en 1936 au comité consultatif pour les réfugiés allemands mis en place par le gouvernement de Léon Blum pour régler la question des réfugiés fuyant l'Allemagne nazie depuis 1933. Il est en effet depuis 1935 secrétaire-général du Bureau international pour le respect du droit d’asile et l’aide aux réfugiés politiques
En 1938, dans une réunion publique à la Mutualité, il dénonce les pogroms de la Nuit de Cristal, invoquant « l’idéal républicain français » et les idéaux de liberté et fraternité humaine. Il est par ailleurs membre de la Ligue des droits de l'homme depuis 1928, et appartient à son comité central (1938-1940). Il fut également secrétaire du conseil de l’ordre du Grand Orient de France.
Pacifiste et partisan du rapprochement franco-allemand, il se rallie au RNP de Déat (dont il est proche), et aurait appartenu à France-Europe de Francis Desphillipon.